# Луньо Євген Андрійович

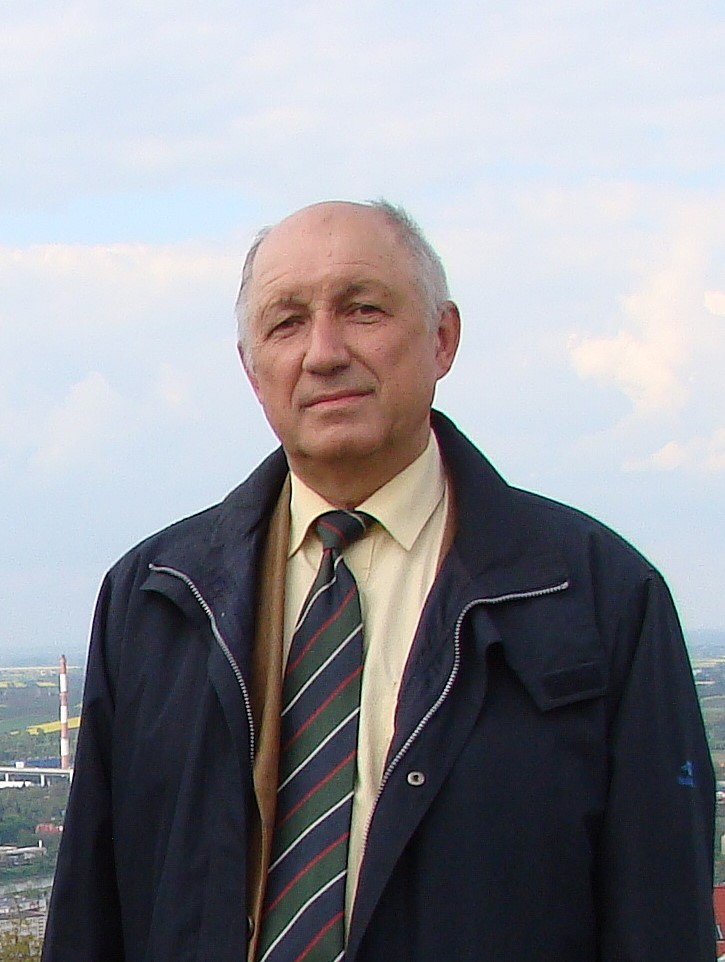
Євген Луньо на Високому Замку у Львові. Травень, 2019 рік.

Луньо Євген Андрійович (6 січня 1960 — 10 квітня 2021) — український фольклорист, дослідник українського національно-визвольного руху середини ХХ ст., дослідник повстанського фольклору,  науковий співробітник Інституту народознавства НАН України, кандидат філологічних наук, поліглот, журналіст, політик, громадський діяч.  Один з найрезультативніших сучасних збирачів фольклорних та історико-етнографічних матеріалів: зокрема повстанських пісень, колядок, щедрівок, а також розповідей про визвольну боротьбу українців ХХ ст. 
Зачинатель об'ємного багатотомного проекту польових досліджень "Повстанська боротьба у розповідях учасників та очевидців". 
Режисер та актор народного театру імені Теодозія Підлісного у м. Яворові.
Вільно володів англійською, німецькою,польською мовами. Вивчав французьку та італійську мови.

## Життєпис
Народився у м. Яворові, Львівської області. 
У 1977 році закінчив Яворівську СШ № 2. 
У 1983 році закінчив Львівський державний університет ім. І. Франка за фахом філолог, викладач української мови та літератури. 
1983 – 1988 року – вчитель української мови та літератури у с. Старий Яр Яворівського району та м. Яворові. 
1988 – 1989 рр. – вчитель української мови та літератури у Яворівській середній школі № 2. 
1989 – 1992 рр. – аспірант відділу етнографії Львівського відділення Інституту мистецтвознавства, фольклору та етнографії ім. М. Рильського НАН України.  
У 1993 році захистив кандидатську дисертацію на тему «Обрядово-звичаєвий фольклор Яворівщини».  
З 1992 року до 2021 року працював науковим співробітником в Інституті народознавства Національної Академії наук України.  
З 2007 року працював у Народному Домі м. Яворова на посаді режисера драматичного театру ім. Теодозія Підлісного. 
У певні роки за сумісництвом працював у гімназії ім. Осипа Маковея у м. Яворові на посаді вчителя народознавства.  
За сумісництвом працював журналістом у газеті "Яворівський голос".  
Цікавився та вивчав психологію.  
З 1994 по 2010 роки - чотири каденції підряд обирався депутатом Яворівської міської ради.
5 листопада 2010 року обраний депутатом Яворівської районної ради.
Досліджував регіональний фольклор, фольклор національно-визвольної боротьби, народнопісенну політичну сатиру ХХ ст., пісенний і прозовий повстанській фольклор, життя і творчість українських фольклористів, українсько-польські, українсько-єврейські стосунки у фольклорі. 
Автор понад 200 наукових публікацій з фольклористики. Збирач фольклору. Робив записи у понад 60 населених пунктах Яворівського та Городоцького районів. Збирацький доробок – понад 5 тис. пісенних творів різних жанрів. Записав об’ємні розповіді від близько 800 оповідачів. 

Є. Луньо під час вручення Хрестів Бойової Заслуги нащадкам героїв УПА у м. Яаорові. 5 листопада 1917 рік.

## Перекладацька діяльність.
Євген Луньо був перекладачем англійської, німецької, польської мов. 
- Подаруйте мені життя (Що відбувається під час аборту?) [Текст] / упоряд. А. Мертензакер, В. Пітрек ; переклад з німецької Євген Луньо – Львів : Місіонер, 1998. - 32 с.
- Як я живий і здоровий з'явився на світ [Текст] / В. Брейнгольст ; переклад з польської Євген Луньо. - Львів : Монастир Свято-Іванівська Лавра ; Л. : Видавничий відділ "Свічадо", 2004. - 64 с.: іл.[5]
- Піст [Текст] : молитва тілом і душею / А. Грюн ; переклад з німецької Євген Луньо. - Львів : Свічадо, 2005. - 56 с.

## Робота режисером у театрі ім. Теодозія Підлісного у м. Яворів

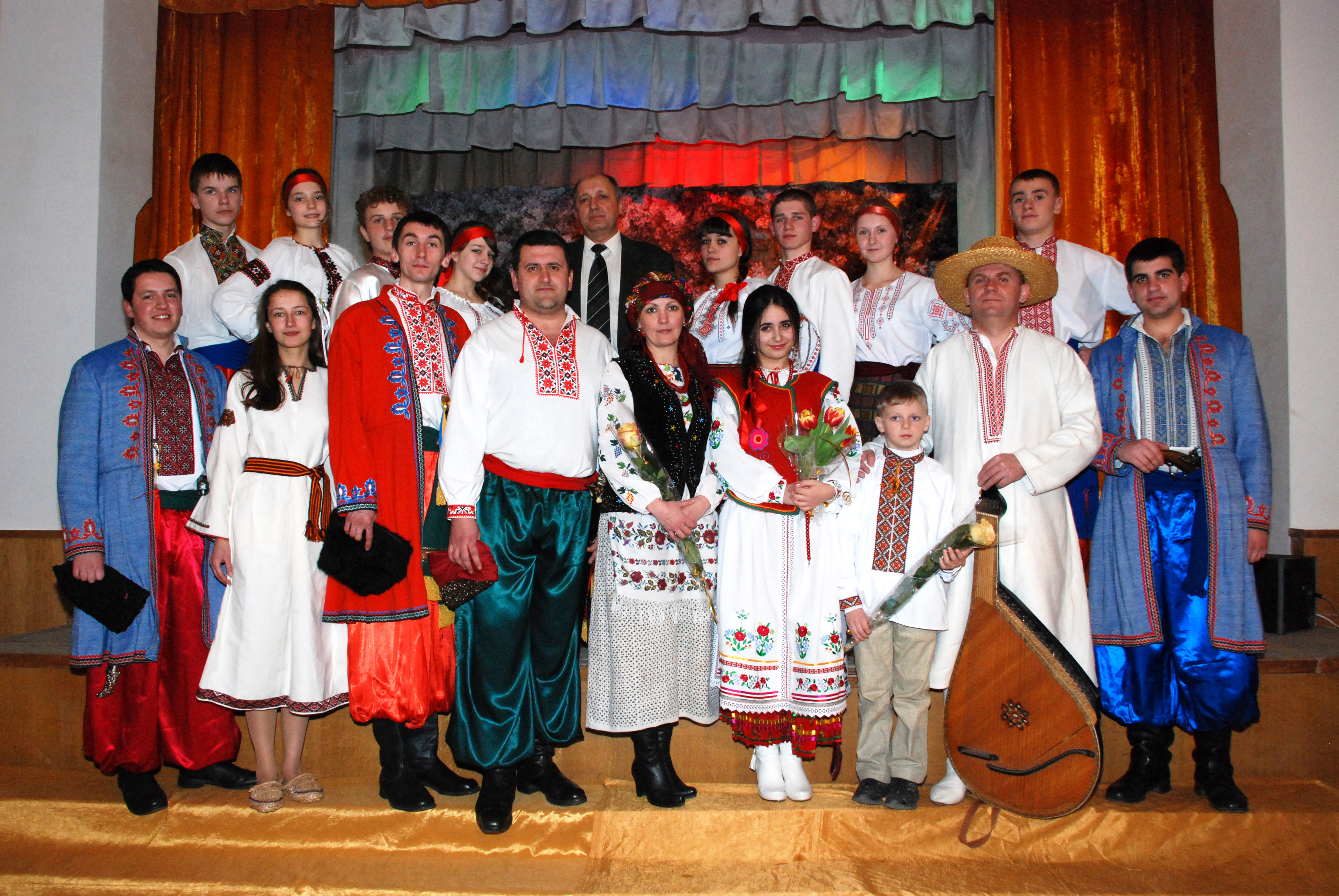
Вистава "У тієї Катерини" - за мотивами твору Т. Шевченка. Режисер Євген Луньо. Яворів.

У юнацькі роки, Євген Луньо був актором театру у м. Яворів під керівництвом Теодозія Підлісного. У роки Незалежності, Євген Луньо був ініціатором відновлення театру при Народному Домі у м. Яворові. Зокрема ним було запропоновано назвати театр іменем Теодозія Підлісного. Під режисерським керівництвом Євгена Луня було поставлено чимало вистав.
- "Невільники чужої правди" – за Я. Трінчуком.
- "Ксантипа", "Трудне ім'я", "Мандоліна", "Великий клопіт" – за творами О. Маковея.
- "По модньому" – за М. Старицьким.
- "У тієї Катерини" – за мотивами твору Т. Шевченка.

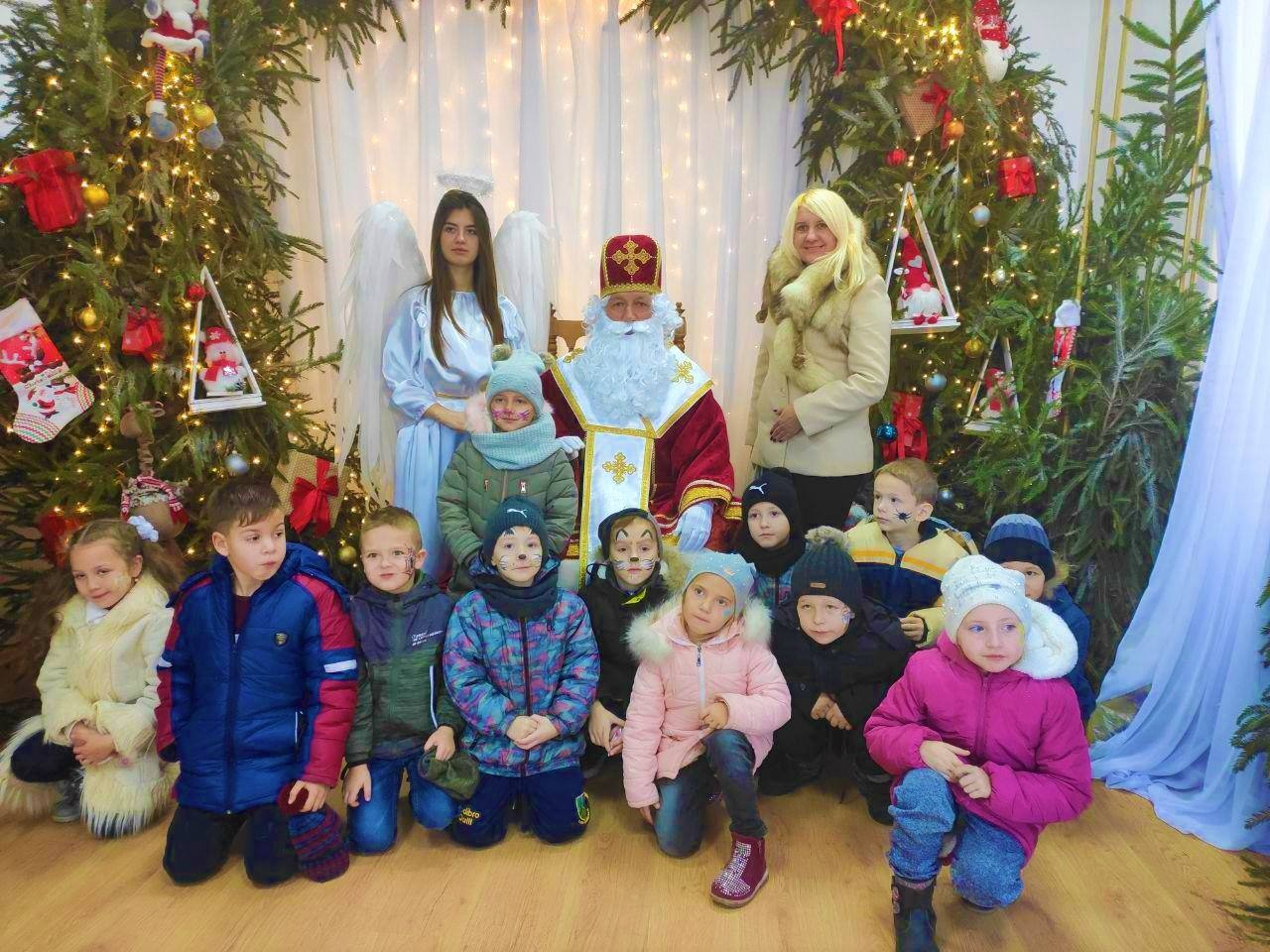
Євген Луньо у ролі Святого Миколая. Яворів, 2020 рік.

- "Побожна" – за В. Стефаником.

## Участь у громадському та культурному життя Яворівщини
Євген Луньо чотири каденції поспіль обирався депутатом Яворівської міської ради. 5 листопада 2010 року обраний депутатом Яворівської районної ради.
Брав активну участь у громадському житті міста Яворова, зокрема був ініціатором багатьох конференцій.
Був ініціатором відновлення, упорядкування та вшанування у Яворівському районі місць загибелі повстанців.
У період Різдвяних свят у м. Яворові Євгена Луня часто називали "Яворівським Миколаєм", через роль у "Резиденції святого Миколая у м. Яворові".  

## Наукова діяльність

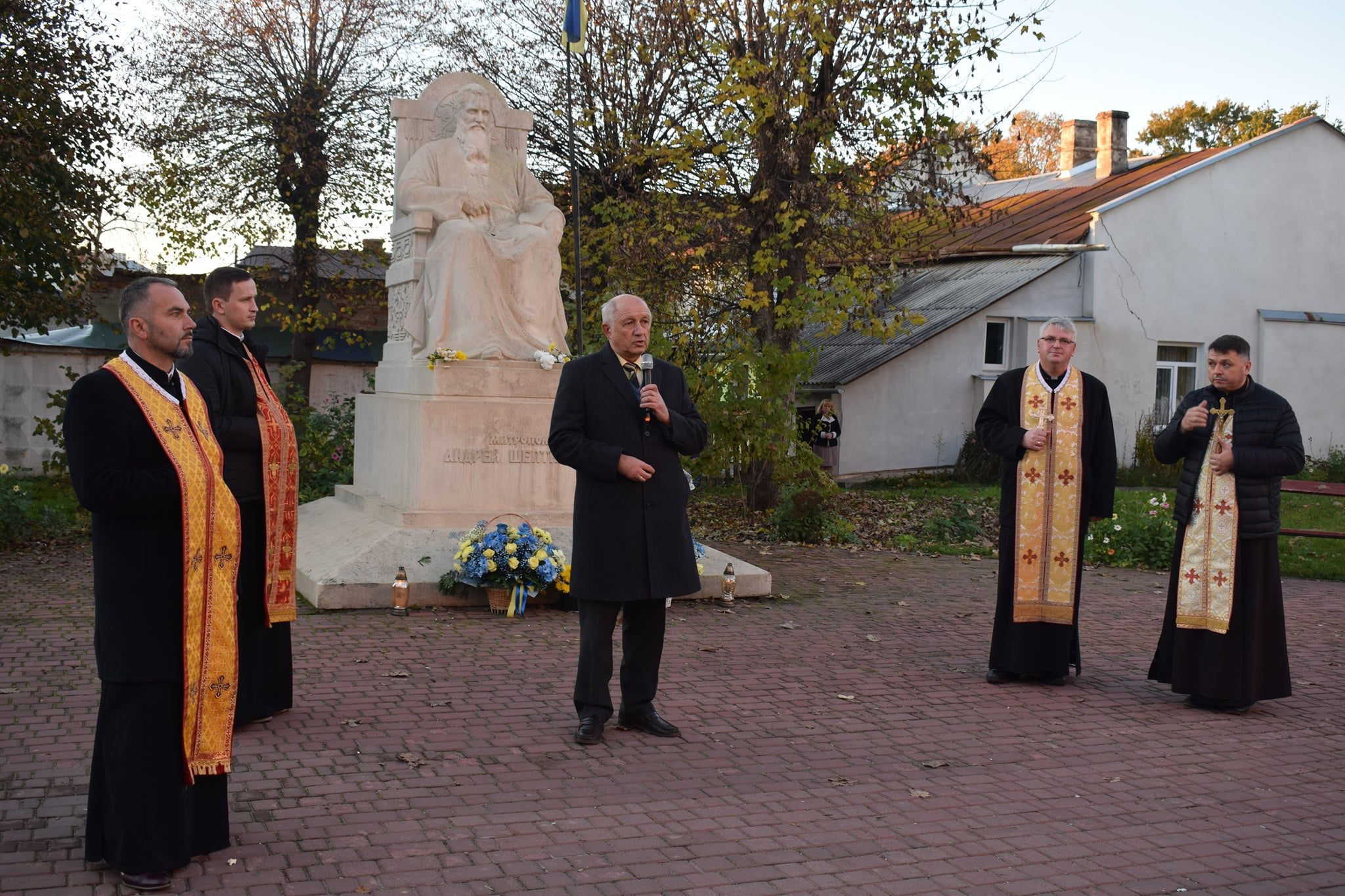
Виступ Євгена Луня під час відзначення річниці митрополита Андрея Шептицького

### Наукові напрямки
- Регіональний фольклор.
- Фольклор національно-визвольної боротьби ХХ ст.
- Пісенний та прозовий повстанський фольклор.
- Фольклорна політична сатира ХХ ст.

### Виконав монографічні дослідження
- "Збирачі фольклору у Галичині ІІ пол. ХІХ - поч. ХХ ст" (2002 р.)
- "Народно-пісенний фольклор Надсяння: традиційне і нове у ХХ ст." (2005 р.)
- "Українська народно-пісенна політична сатира ХХ ст." (2009).

## Ключові публікації
- Обрядово-звичаєвий фольклор Яворівщини [Текст] : автореф. дис...канд. філол. наук: 10.01.09 / Луньо Євген Андрійович ; АН України, Ін-т народознав. - К., 1993. - 19 с.[6]
- Яворівщина у повстанській боротьбі. Розповіді учасників та очевидців / Записав і упорядкував Євген Луньо. — Т. 1: Наконечне Перше. Наконечне Друге. — Львів: Літопис, 2005 — 576 с.
- Яворівщина у повстанській боротьбі. Розповіді учасників та очевидців / Записав і упорядкував Євген Луньо. — Т. 2: Яворів. — Львів: Растр-7, 2015 — 1080 с.
- Повстанська боротьба у розповідях учасників та очевидців. Яворівщина / записав та упорядкував Євген Луньо ; технічні упорядники Петро Луньо та Леся Дуда. Т. 3 : Бунів, Іваники, Калинівка, Поруденко, Наконечне. Львів ; Дрогобич : Коло, 2021. 760 с. : іл.
- Із повстанських і табірних часів. Розповіді Меланії Слуки та Стефанії Сусол [Текст] / [Меланія Слука, Стефанія Сусол] ; записав і упоряд., [вступ. ст.]: Євген Луньо ; [наук. ред.: Оксана Кузьменко] ; Ін-т народознавства НАН України, Від. фольклористики. - Львів : Растр-7, 2019. - 131 с. : іл., фот.
- Спогади повстанця з Любачівщини [Текст] / Володимир Чорна-"Маєвий" ; упоряд. Євген Луньо ; [відп. ред. Петро Й. Потічний]. - Львів ; Торонто : Літопис УПА, 2016. - 126 с. : фот. - (Літопис Української Повстанської Армії. Серія "Події і люди" ; кн. 33). - Парал. тит. арк. англ.
- Народний епос. Українська література: програмні тексти, ілюстрації, пояснення, завдання, тести. / Автор-упорядник Є.Луньо. — Серія «Усе для школи» 10 клас. Випуск 12. — К.: Всеувито, 2002. — 64 с.

|  | Найзнаменнішим є те, що сьогоднішнім українцям, яких внаслідок масового пресингу на них політтехнологічних проектів зарубіжного покрою і замовлення хочуть зробити безвольним об'єктом світових геополітичних маніпуляцій, ексклюзивно героїчна усна словесність періоду ОУН та УПА найперше подає кардинальні політичні ідеї та постулати. Адже саме в них має нагальну потребу наша масова свідомість, щоб залишитись автентичною. Це — державність, суверенність, соборність, консолідація, покладанн на власні сили, ідеалізм, націоналізм, демократія в її істинному сенсі, європейські цивілізаційні цінності. І не просто подає, а через свою мистецьку природу інтенсивно, образно кажучи, вживляє їх просто в душу і кров широких народних верств. |

## Очікують виходу у світ фольклорні збірники
Наступні томи з проекту "Повстанська боротьба у розповідях учасників та очевидців"
"Пісні національно-визвольної боротьби з Яворівщини"
"Колядки та щедрівки з Яворівщини"
"Риндзівки Яворівщини"
"Весільні пісні з Яворівщини"

## Ключові статті
- Яворівщина про Степана Бандеру. Провідник ОУН у пісенному фольклорі // Народознавчі зошити — 1999 — № 1. — С. 32-39.
- Народ і Батьківщина у повстанських піснях. (На основі фактичних матеріалів з Яворівщини). // Народознавчі зошити — 1999. — № 3. — С. 323—325.
- Сучасні народні співці Яворівського Надсяння // Наукові записки. Випуск 5-6. — Івано-Франківськ: Місто НВ, 2001. — С. 116—121.
- Повстанська колядка «Сумний святий вечір» // Народознавчі зошити — 2003. — № 1-2. — С . 34-39.
- Просвітянські хори Надсяння — популяризатори українських народних пісень // Перемишль і Перемиська земля протягом віків (3). Інституції // Збірник наукових праць та матеріалів міжнародної наукової конференції / НТШ у Польщі; ІУ ім. І. Крип'якевича НАН України / Під ред. С. Заброварного. — Львів, 2003. — С. 388—399.
- Народні пісні про Євгена Коновальця // «Муза і меч»: національний рух у фольклорних та літературних джерелах: Зб. наук. праць . — Львів, 2005. — С. 199—224.
- Пародія як жанр народнопоетичної політичної сатири // Актуальні проблеми української літератури і фольклору: Наук. зб. — Вип. 10. / Редкол. С. В. Мишанич (відп. ред.) та ін. — Донецьк: ДонНУ, 2006. — С. 39-56.
- Політична сатира у гаївках XX століття // Вісник ЛНУ. Серія філологічна. 2006. Випуск 37. — С. 130—145.
- Поетизація і героїзація Євгена Коновальця у народній пісенності // Український визвольний рух / Центр досліджень визвольного руху, Інститут українознавства ім. І. Крип'якевича НАН України. — Львів, 2006. — Збірник 8. — С. 130—152.
- Сатира на гітлерівське військо у повстанських піснях // Визвольний шлях — 2007. — Кн.10 (715) — С. 76-96.
- Постать Романа Шухевича в оповідному фольклорі Яворівщини // Український визвольний рух / Центр досліджень визвольного руху, ІУ ім. І. Крип'якевича НАН України. — Львів: Вид-во «Мс», 2007. — Збірник 10. — С. 203—224.
- Політична сатира малих фольклорних жанрів (питання інтегральності) // Народознавчі зошити — 2007. — № 1-2. — С. 36-44.
- Нацистські окупаційні порядки в українському селі крізь призму народнопісенної сатири // Український визвольний рух / Центр досліджень визвольного руху, ІУ ім. І. Крип'якевича НАН України. — Львів, 2008. — Зб. № 12. — С. 204—218.
- Сатирична рецепція царської Росії у стрілецьких піснях // Народознавчі зошити — 2007. — № 3-4. — С. 243—255.